# أوسيتشي

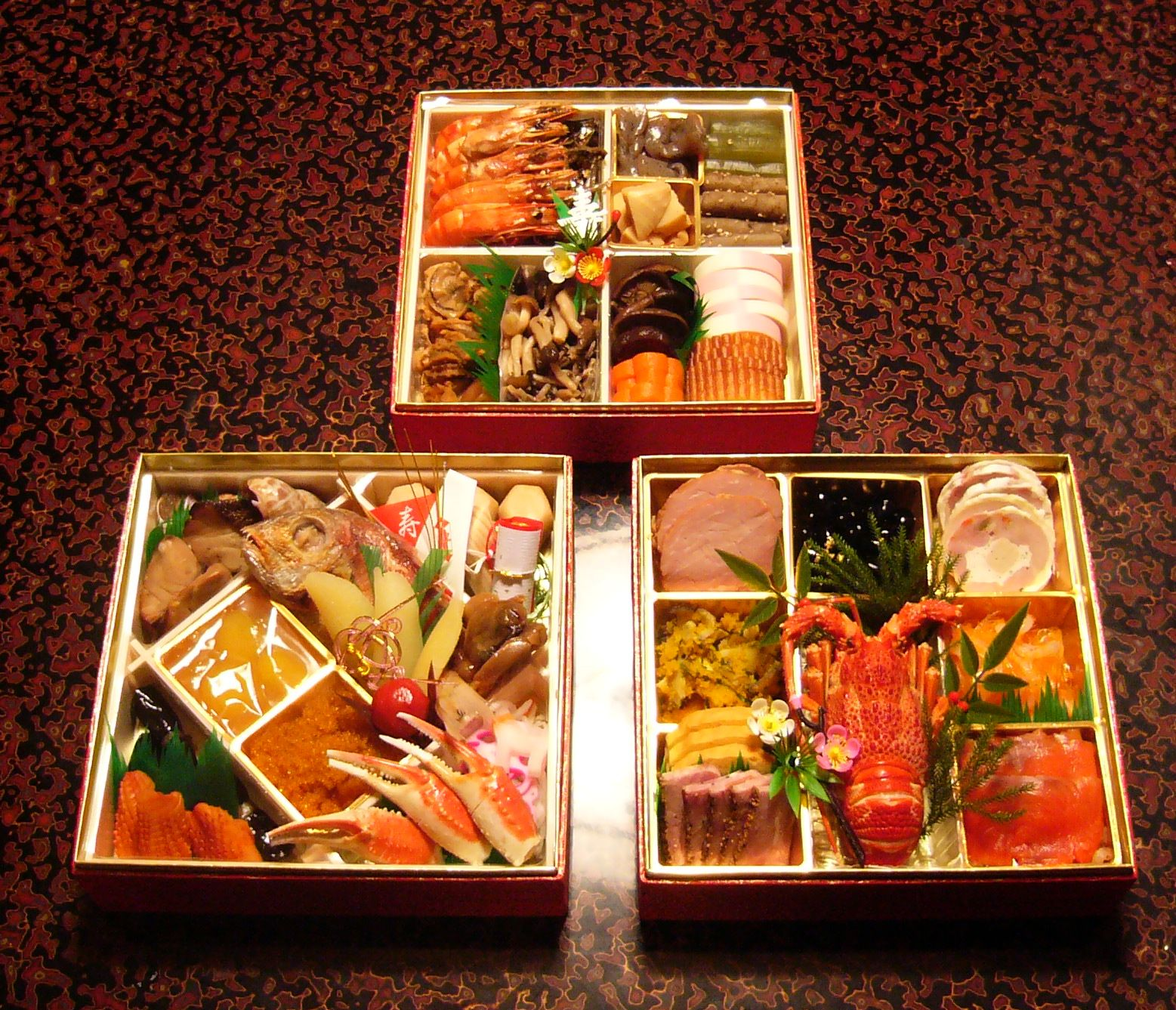
مثال على مجموعة أوسيتشي.

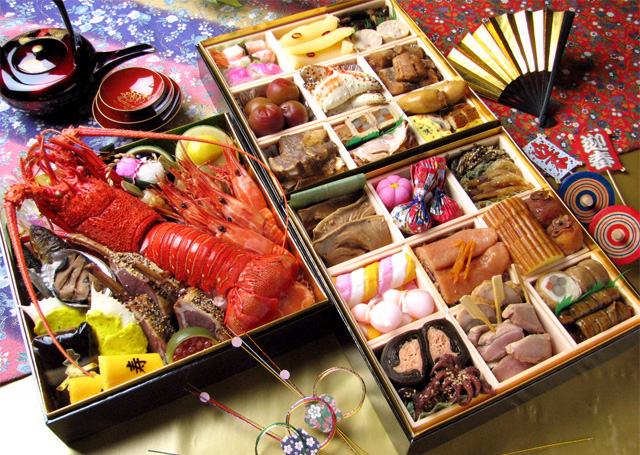
ثلاث صناديق لطعام الأوسيتشي.

أوسيتشي ريوري (باليابانية: 御 節 料理) أو أوسيتشي، هو طبق ياباني تقليدي لرأس السنة اليابانية، يمكن تمييزه بسهولة بسبب تنوع الأصناف الموضوعة في عدة صناديق (بينتو) عادة ما يكون عددها ثلاث صناديق مرصوفة كمجموعة واحدة. يعتقد أن هذا التقليد بدأ في فترة هييآن (794-1185).
يكون للمأكولات الموجودة في طعام أوسيتشي معانٍ مرتبطة برأس السنة منها:
- داي داي (橙): هو نوع من نارنج والذي إن كتب بأحرف أخرى يصبح (代々) والتي تعني «من جيل إلى جيل» ويرمز إلى الأماني للأطفال في رأس السنة.
- داته ماكي (伊達巻): عبارة عن عجة ملفوفة ومخلوطة مع مسحوق السمك أو القريدس، وترمز إلى الأيام السعيدة ويعود أصلها إلى القائد داته الذي كان يتفنن في ملابسه مستمتعا بأيام الراحة.
- كامابوكو (蒲鉾): معجون سمك مقولب بلون أحمر وأبيض. يرمز إلى الشمس المشرقة لليابان.
- كازو نو كو (数の子) أو بطارخ الرنجة: وترمز إلى الأماني بعدد من الأطفال الأصحاء في رأس السنة.
- كونبو (昆布): وهو نوع من أعشاب البحر ويرمز إلى البهجة.
- كورو مامه (黒豆): أو فول الصويا الأسود، ويرمز للصحة.
- تاي (鯛): وهو نوع من الأسماك، كما أن كلمة تاي تشير إلى الكلمة اليابانية «ميديتاي» والتي تعني «مبارك».
- تازوكوري (田作り): سردين مجفف مطبوخ بصلصة الصويا، وتعني كلمة «تازوكوري» حرفيا «الحقل المزروع» ويرمز إلى الحصاد الوفير والخير.
- زوني (雑煮): حساء من الموتشي.

## اقرأ أيضا
- رأس السنة اليابانية